# فرودگاه جین
فرودگاه جین (به انگلیسی: Jean Airport) یک فرودگاه همگانی است که یک باند فرود آسفالت دارد و طول باند آن ۱۴۰۲ متر است. این فرودگاه در کشور ایالات متحده آمریکا قرار دارد و در ارتفاع ۸۶۳٫۲ متری از سطح دریا واقع شده‌است.